# Basarab I di Valacchia
Balsarab I (... – 1352) fu uno dei primi regnanti del principato di Valacchia, spesso definito Il Fondatore visto il suo ruolo nella fondazione di questo Stato e la sua posizione di antenato della Casa di Basarab.

## Basarab: le origini del nome
Nome di probabile origine cumana, Basarab significherebbe "Re Padre": deriva dalla parola basar ("regnare") e aba ("padre"). Nel tardo XIX secolo, lo storico e filologo rumeno Bogdan Petriceicu Hasdeu avanzò l'idea che il suo nome fosse indigeno, da ban ("colui che regna") e dalla parola daca saraba ("capo") ancora esistente nel dialetto di alcune regioni della Romania nella forma sarâmb. Si tratta però di un'analisi etimologia oggi non riconosciuta come valida.
Il padre di Basarab I, Tocomerio, fu probabilmente il primo voivoda a regnare sull'intera regione. Basarab divenne vassallo del regno d'Ungheria, ma tra il 1324 e il 1325 si ribellò al sovrano ungherese. In un documento emesso dal signore del regno d'Ungheria, Carlo I d'Anjou (26 luglio 1324), Basarab è definito con il plurale majestatis il nostro voivode transalpino e circa un anno dopo, in un diploma del 18 giugno 1325, è definito come Bazarab transalpino, infedele alla sacra corona regia.

## Basarab I: la nascita di uno stato valacco
La più antica cronaca della Valacchia racconta che il fondatore dello stato valacco fu il Principe Nero (Negru-Vodă) che giunse nella regione fuggendo dal ducato di Făgăraș, suo possedimento nella Transilvania meridionale. Probabilmente il feudo fu confiscato dal re Andrea III d'Ungheria per concederlo ad un nobile della sua cerchia.

Stemma dei Basarab di origine cumana, dinastia che unifico la Valacchia.

Il processo di unificazione della Valacchia terminò con Basarab I principe della regione centrale della Valacchia. Basarab riuscì infatti ad estendere il suo dominio sulle regioni orientali della Valacchia, fino al basso Danubio, e a concludere un trattato di associazione con la regione occidentale, l'Oltenia.
Con molto probabilità, Basarb riuscì nel suo intento grazie all'anarchia ed alle guerre civili che scossero il regno di Ungheria, di cui era ufficialmente vassallo, a seguito dell'estinzione della dinastia Arpad.
La complessa situazione ungherese si risolse nel 1330 con la seconda incoronazione di Carlo Roberto d'Angiò. I rapporti tra Ungheria e Valacchia non erano certo dei migliori: gli ungheresi interpretavano infatti le conquiste di Basarab come un atto di aperta ribellione.
L'inasprimento dei rapporti è ben testimoniato da due documenti di poco distanti. In una lettera del 26 luglio 1324 Carlo definisce Basarab con il plurale majestatis il nostro voivode transalpino e circa un anno dopo, in un diploma del 18 giugno 1325, è definito come Bazarab transalpino, infedele alla sacra corona regia.. La situazione precipitò nel 1330 quando Basarab traversò con il suo esercitò il Danubio ed occupò la fortezza di Severino.

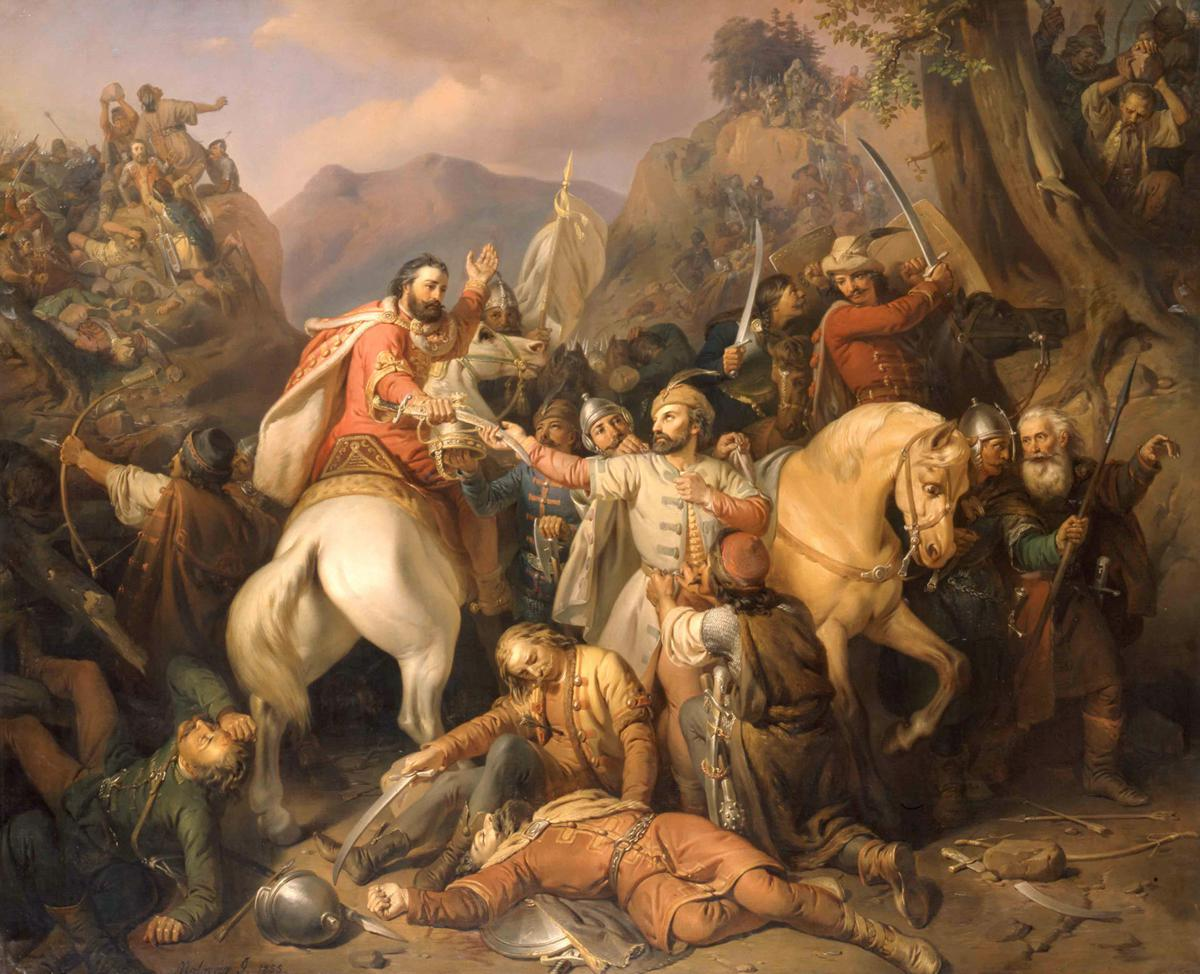
La battaglia di Posada.

Prese parte con un contingente alla battaglia di Velbužd, ma non fu menzionato per prendere parte alle negoziazioni dopo la battaglia, da cui si può concludere che era basso nella gerarchia in quel momento – 30 luglio 1330 sul calendario giuliano.
In risposta all'affronto Carlo Roberto varcò allora il Danubio, proponendosi di invadere la Valacchia con le sue truppe. Basarab negoziò a quel punto un trattato di pace in cui rinunciava alla conquista e si impegnava a versare 7000 marchi d'argento a titolo di risarcimento: mentre le truppe ungheresi ripiegavano il principe valacco mancò però alla parola appenda data e attaccò di sorpresa l'esercito ungherese a Posada infliggendogli grandi perdite: Carlo Roberto riuscì a salvarsi grazie al fatto di essersi scambiato l'armatura con quella di un vassallo !
Nonostante la vittoria di Basarab, che garantì alla il possesso dell'Oltenia, la Valacchia resterà almeno formalmente uno stato vassallo dell'Ungheria.
Alla sua morte, nel 1352, gli succederà il figlio Nicola Alessandro (Nicolae Alexandru).